# Baccharis coronata
Baccharis coronata là một loài thực vật có hoa trong họ Cúc. Loài này được Giuliano mô tả khoa học đầu tiên năm 2006.